# Рауль Альберто Ластірі
Рау́ль Альбе́рто Ласті́рі (ісп. Raúl Alberto Lastiri, *11 вересня 1915 — †11 грудня 1978) — аргентинський політик, який тимчасово обіймав посаду президента Аргентини у 1973 році.